# Ahmed Sékou Camara
Pour les articles homonymes, voir Camara.
Ahmed Sékou Camara né le 4 mai 1983 à Conakry en république de Guinée, est un philanthrope et personnalité politique guinéen,.
Président de l'Alliance guinéenne pour le développement depuis 2021.

## Biographie et études
Ahmed Sékou Camara né le 4 mai 1983 à Conakry, fils du magistrat et homme politique guinéen Mohamed Mounir Camara et de M'mah Camara, administratrice civile. Il est le cinquième d'une famille polygame de 8 enfants et porte le nom du président Ahmed Sékou Touré.
Il fit ses études primaires à l'école du centre de Boké, le collège de Forécariah, le lycée privée Victor Hugo de Conakry et le groupe scolaire Saint-Georges, puis le Baccalauréat général à Yalla Suur au Sénégal en 2003.
En 2005, il est diplômé en science politique et défense de études à l’Université militaire (NDA KADUNA), en 2006 il obtient une licence en administration des affaires de l'ESLSCA de Paris. En 2008, BTS en négociation relation client de Lyon et en 2012, il décroche un bachelor en relations internationales de Lyon.

## Parcours professionnel
Ahmed Sékou Camara a commence entre 2007 et 2010 entant responsable des ventes Ed-Hardy de Paris. Apres ses études, Ahmed retourne en Guinée en devenant agent de la FIFA et PDG de l'AMASI sport entre 2012 et 2016. Entre 2014 et 2016, chargé culturel du jardin 2 octobre en Guinée.
Initiateur du projet du centre de formation en Guinée avec Samuel Eto'o en février 2013,,, il est le représentant de la fondation There is not limit en Guinée, cumulativement conseiller humanitaire de la Fondation Prosmi de Djene Kaba Condé de 2013 en 2016.
En mai 2021, Ahmed ce presente candidat pour la présidence de la Fédération Guinéenne de Football.   au même titre que Kerfalla Person Camara (KPC) et Abdoul Karim Bangoura (en) (AKB). Ca candidature sera invalider par la commission au motif du non respect de certains critères de l'élection.

### Parcours politique
Ahmed Sékou Camara est le candidat du RPG-arc-en-ciel en 2018 pour les élections communale au compte de la commune de Matoto,.Il est porte a la tête de l'Alliance guinéenne pour le développement en septembre 2021. En marge des dialogues nationales, la coalition de l’alliance des partis politiques pour la victoire (APAV) dont il est le porte parole ont reçu la visite du médiateur de la CEDEAO Thomas Boni Yayi,. Le 3 mars 2023, il devient le vice-président de la coalition politique CORED,.

### Philanthropie
Ahmed Sékou Camara a collaboré en 2013, avec la Première dame du Cameroun Chantal Biya et Samuel Eto'o sur l'initiative My Name is not cancer (Mon nom n'est pas un cancer en français) avec une aide financière de 50.000.000 fcfa récoltés pour aider les malades du cancer au Cameroun. Entre 2017 et 2018, il invite André Ayew et les frères jumeaux Peter et Paul Okoye en Guinée.

## Prix et reconnaissances
- 2015 : satisfecit d’encouragement pour ses efforts fournis dans le sport et la culture en Guinée décerné par le collectif des ONG pour la promotion de l’excellence (COPE Guinée) ;
- 2018 : Gagnant du trophée philanthrope de l'année dans l'émission tribune des stars sur Evasion tv.
- 2023 : Prix du meilleur politicien de l'année par le journal des actes posés en Guinée[21].
- 2024 ː Prix du meilleur acteur africain de la solidarité jeune Afrique lors du festival moultak’Art au Maroc[22].